# 大井健司
大井 健司（おおい けんじ、1963年2月21日 - ）は、奈良県を登録地としていた元競輪選手。日本競輪学校第54期生。競輪選手の経験を持つ、『大井三兄弟』の二男である。

## 来歴
元競輪選手の大井清（期前）は実父であり師匠。長兄の大井栄治（44期）と末弟の大井啓世（58期）も元競輪選手。
平安高校時代の1980年に第52回選抜高等学校野球大会に出場。同校卒業後、競輪学校に入校。同期には三宅勝彦、伊藤勝也、東出剛らがいる。
1984年9月8日、福井競輪場でデビューし4着。初勝利は同年9月22日の高松競輪場。
1987年、オールスター競輪に出場。また当時競輪の最高ランクであるS級1班昇進がかかっていたが、兄の栄治の骨髄移植のドナーとなった影響もあり、昇進を果たせなかった。
2006年4月3日、防府競輪場で通算200勝を挙げた。
2009年1月5日、選手登録を削除され引退。通算戦績1947戦207勝、優勝16回。
引退後は奈良県の少年硬式野球（ヤングリーグ）の「奈良ヤング」のコーチを務めている。